# Wöltje
Die Wöltje GmbH & Co. KG ist ein Unternehmen mit Sitz in Oldenburg (Niedersachsen), das seinen Hauptumsatz mit dem Vertrieb von Kameras und Zubehör, CEWE-Fotobüchern und Fotoarbeiten erzielt. Es gehört zu den ältesten Oldenburger Fachgeschäften. Das Unternehmen beschäftigt in einer Verkaufsfiliale, dem Webshop und einem Fotostudio etwa 15 Mitarbeiter und ist in den Konzernabschluss der CEWE Stiftung & Co. KGaA einbezogen.

## Geschichte

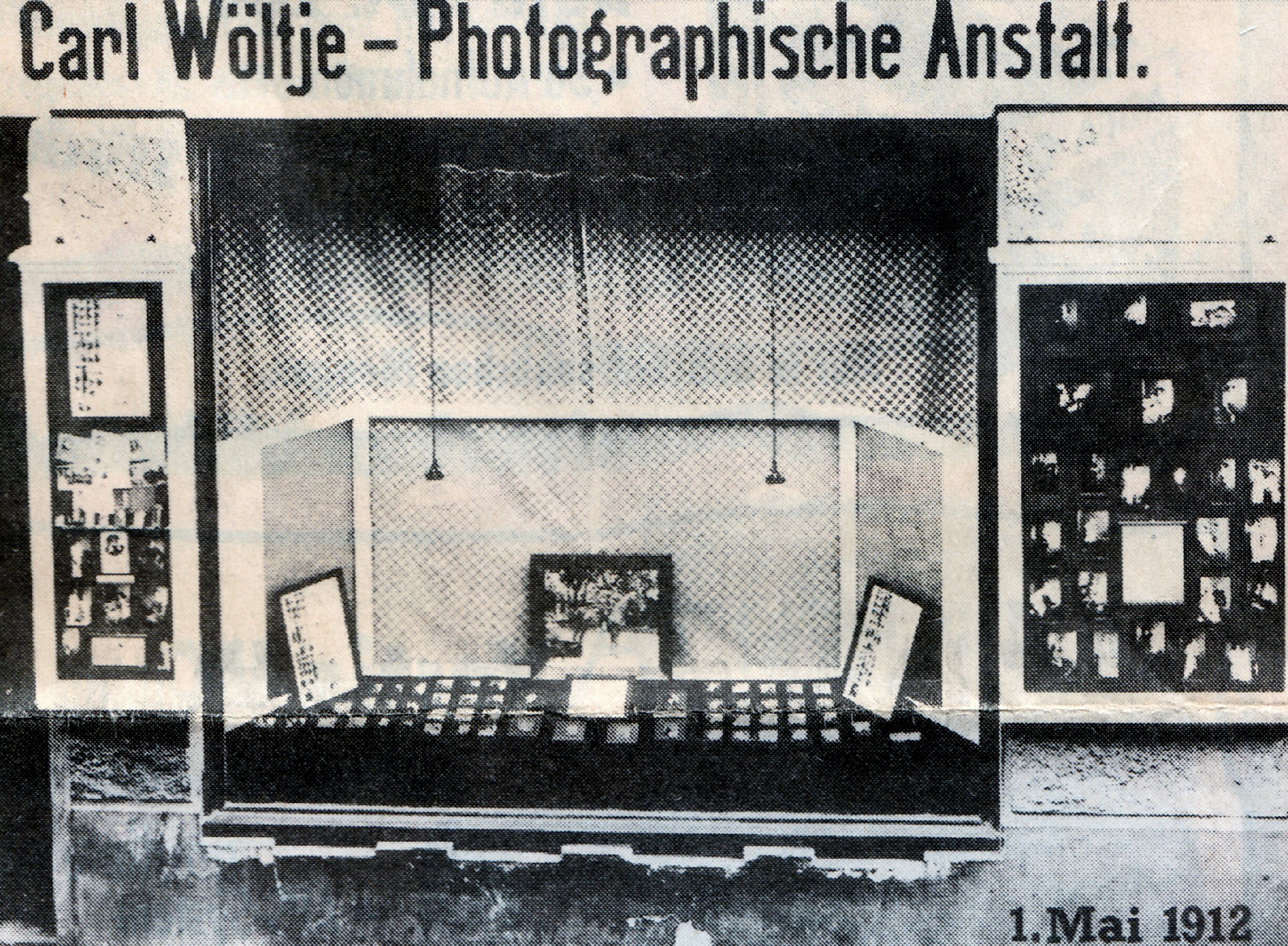
Gründung am 1. Mai 1912

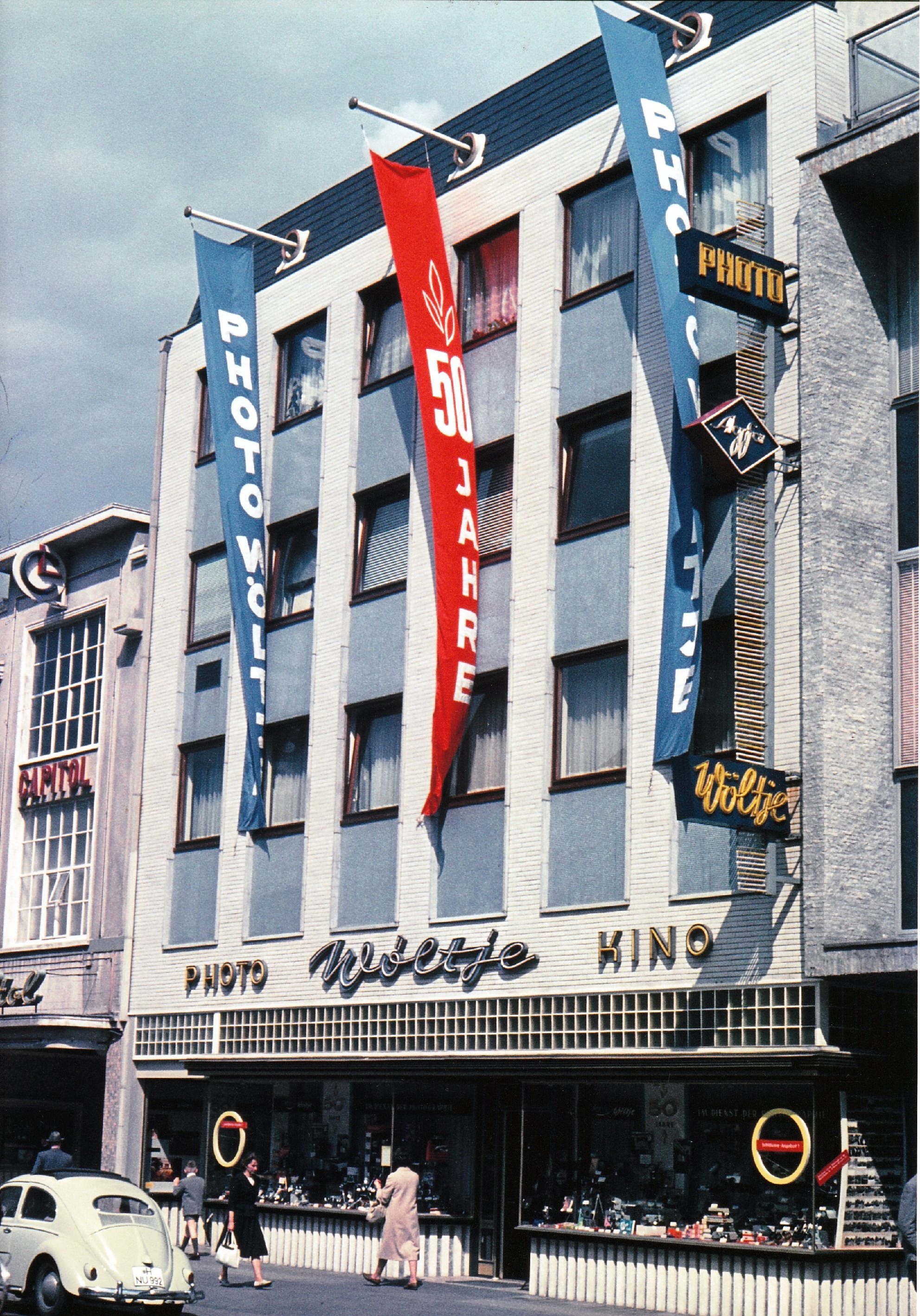
Hauptgeschäft Anfang der 1970er Jahre

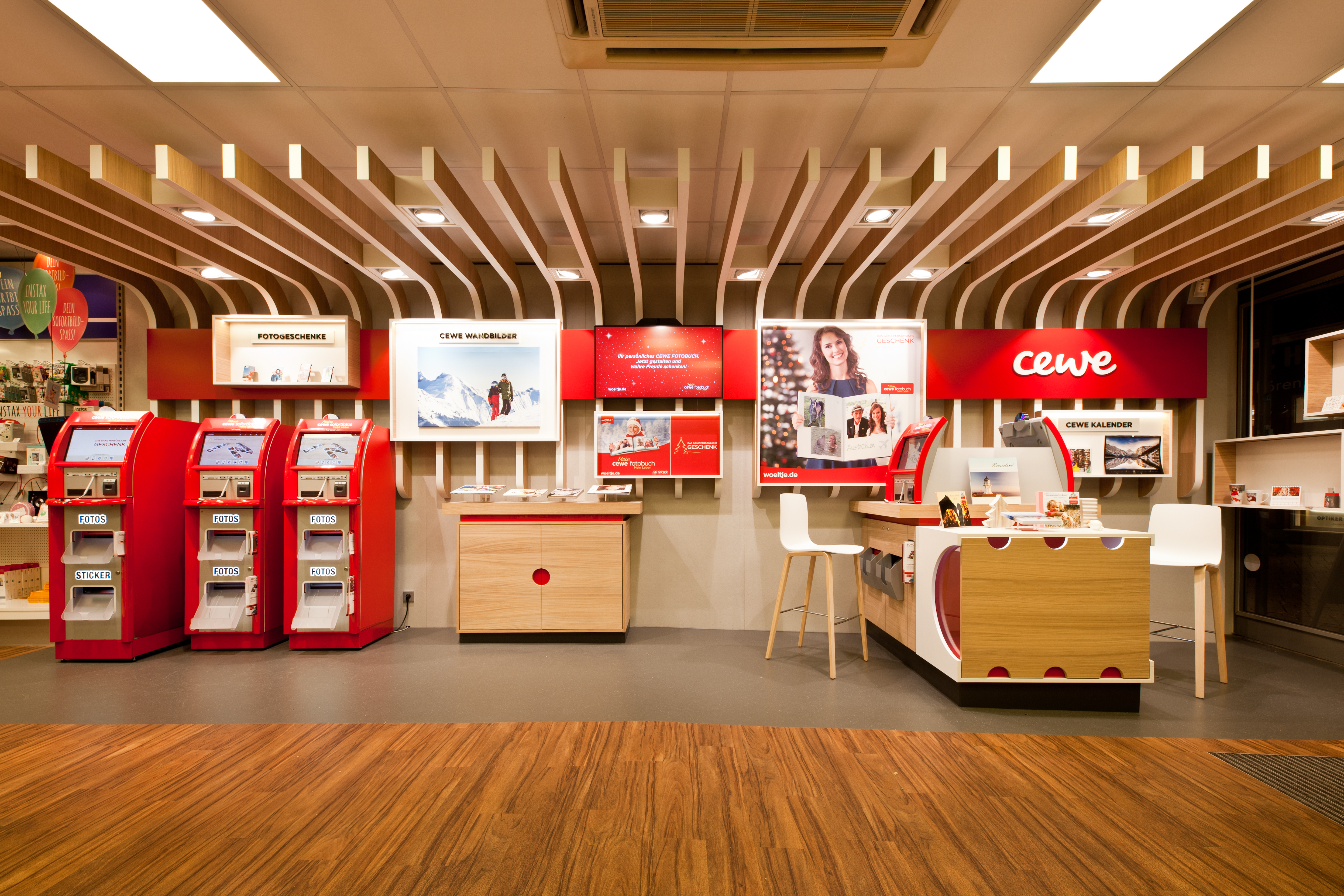
Die CEWE Fotowelt im Wöltje Hauptgeschäft (2020).

1912 gründete August Friedrich Carl Wöltje mit seiner Frau Helene in der Haarenstraße 33 seine „Photographische Anstalt“. In diesem Fotostudio wurden bis zum Beginn des Ersten Weltkriegs typische Portrait- und Familienaufnahmen angefertigt. 1914 wurde Carl Wöltje als Kriegsfotograf eingesetzt und seine Frau führte das Fotostudio allein weiter.
1916 kaufte Wöltje das Haus in der Heiligengeiststraße 6 und verlagerte das Fotostudio und seinen privaten Wohnsitz in dieses Haus.
1926 wurde dem Fotostudio eine Fotohandlung angegliedert. Nach der Währungsreform 1948 trat der Schwiegersohn Heinz Neumüller in das Unternehmen ein und entwickelte es zu einem international bekannten Unternehmen der Fotobranche.
1957 war das Unternehmen vertreten durch Neumüller Gründungsmitglied der „Fachschule des deutschen Photo- und Kinohandels“ in Kiel.
In Deutschland gehörten in den 1980er-Jahren etwa 300 Filialen zur Wöltje Gruppe, diese firmierten unter IVEMA oder FOTOPOINT. Die Filialen waren größtenteils in Verbrauchermärkten oder Innenstädten vertreten.
Mit der Eröffnung 1989 des ersten großen Telepoint-Fachmarktes für TV, Hifi, Video, Computer, Tonträger, Großelektro, Kleinelektro, Autoradio und Telekommunikation in Oldenburg auf insgesamt 2.300 m² Fläche begann Wöltje den Betrieb von Fachmärkten. Ende 1998 erfolgte die Übernahme der Bremerhavener Firma Grohbrügge mit 75 Einzelhandelsgeschäften. Die Wöltje Gruppe wuchs damit auf rund 400 Verkaufsfilialen an.
1961 gründete Heinz Neumüller einen eigenen Laborbetrieb. Daraus entwickelte sich mit der Zeit die CEWE Stiftung & Co. KGaA. Der Unternehmensname CEWE wurde aus den Initialen seines Schwiegervaters Carl Wöltje (CW) gebildet
Durch sein großes Filialnetz war es Wöltje möglich, Waren wie Filme, Kameras usw. zu günstigen Preisen zu kaufen und eröffnete einen eigenen Großhandel. Zur Hochzeit der analogen Fotografie wurden so z. B. über 30 Mio. Kleinbildfilme im Jahr an Drogeriemärkte, Lebensmittelketten und Fotofachhändler verkauft.
Mit Beginn der Digitalisierung der Kameratechnologie veränderte sich die Marktlage. Im Jahr 2006 wurde das Unternehmen aufgeteilt, der Großhandel, Telepoint und die Fotopoint/Grohbrügge-Filialen wurden verkauft. Nur die wenigen Wöltje-Ur-Filialen in Oldenburg blieben im Unternehmen.
2020 betreibt Wöltje zwei Verkaufsfilialen, ein Fotostudio in Oldenburg sowie einen Kamera- und einen Fotoarbeiten Internetshop.
Wöltje bietet heute Kameras, Objektive und Zubehör an, außerdem Kundenseminare zu fotografischen Themen, zur Gestaltung des CEWE-Fotobuch und Fotoreisen. Darüber hinaus ist er Ausbildungsbetrieb für das Berufsbild des Fotomedienfachmannes.